# آمازیلیا
آمازیلیا (نام علمی: Amazilia) نام یک سرده از زیرخانواده مگس‌مرغیان است.